# Chrysopodes (Neosuarius) collaris
Chrysopodes (Neosuarius) collaris is een insect uit de familie van de gaasvliegen (Chrysopidae), die tot de orde netvleugeligen (Neuroptera) behoort. 
Chrysopodes (Neosuarius) collaris is voor het eerst wetenschappelijk beschreven door Schneider in 1851.